# Sonotetranychus wadicolus
Sonotetranychus wadicolus är en spindeldjursart som beskrevs av Meyer 1996. Sonotetranychus wadicolus ingår i släktet Sonotetranychus och familjen Tetranychidae. Inga underarter finns listade i Catalogue of Life.